# Бегова кућа (Требиње)
Бегова кућа, позната још и као Ресулбеговића кућа је објекат који се налази у насељу Брегови уз десну обалу реке Требишњице у Требињу. Саграђена је 1725. године.

## Опште информације
Објекат је представљало један од најзначајнијих споменика османске архитектеуре и представља породичну кућу и летњиковац изграђен из два дела, први намењен мушкарцима, а други женама.
Кућа је проглашена за Национални споменик Босне и Херцеговине, а њега чине место и остаци комплекса куће, као и његова околина са конацима и двориштем.

## Историјат
Због изузетно великог значаја Требињске капетаније и њеног одбрамбеног система у Босанском пашалуку, положај капетана овог важног подручја и значајног утврђеног система подигнут је на виши ниво и уведена је титула мири-мухафиза (бега), а онда и мири-миран-мухафиза (паше).
Осман-бег Ресулбеговић је постао требињски мири-миран-мухафиз у времену између 11. септембра 1719. и 14. априла 1721. године. Последњи пут се на овом положају спомиње 28. јуна 1728.
Ресулбеговића кућа саграђена је 1725. фодине, као породични летниковац. Представљала је туристичку атракцију још за време владавине Аустроугарске и била сликарска инспирација Рихарда Нојтра и Бранку Шотри. Амбијенталну вредност куће надопуњавало је бегово коло, долап за наводњавање, као и пешчани спрудови уз Требишњицу.
Током Рата у Босни и Херцеговини. године кућа је срушена. Остали су ћемер тераса, мали угао куће, једна камена база за ступове хајата, источни авлијски и северни дворишни зид. Делови намештаја и остали су сачувани фрагменти оријентално-исламске баштине смештени су у просторијама Меџлиса Исламске заједнице Требиње.